# HD82240
HD82240 — хімічно пекулярна зоря спектрального класу F2, що має видиму зоряну величину в смузі V приблизно  8,0.
Вона  розташована на відстані близько 672,5 світлових років від Сонця.